# Yamaha XT 550
La XT 550 est un trail, apparu au catalogue du constructeur japonais Yamaha à la fin de l'année 1981. Destinée à remplacer la mythique XT 500, elle avait fait l'objet d'un certain nombre d'améliorations (quatre soupapes, carburateur double corps à ouverture différenciée, suspension cantilever, etc.). La XT 550 sert également de base à la nouvelle XT 400, proposée au public courant 1982. Les deux modèles seront toutefois rapidement éclipsés par la XT 600, qui arrive sur le marché à la fin de l'année 1982.

## Description
D'une conception simple, le moteur monocylindre quatre temps de 558 cm3, refroidi par air, délivre 38 ch (28 kW) à 6 500 tr/min et offre un couple de 44 N m à 5 500 tr/min.
Côté partie-cycle, on retrouve un cadre simple berceau, une fourche télescopique, et une suspension arrière de type cantilever munie d'un monoamortisseur. Les deux freins sont à tambour.